# Psaliodes tripita
Psaliodes tripita är en fjärilsart som beskrevs av Paul Dognin 1895. Psaliodes tripita ingår i släktet Psaliodes och familjen mätare. Inga underarter finns listade i Catalogue of Life.